# George Heath (cónego)
George Heath DD (batizado em 3 de dezembro de 1745 - fevereiro de 1822) foi um cónego de Windsor de 1800 a 1822 e diretor do Eton College de 1792 a 1802.

## Carreira
Ele nasceu o filho mais novo do estudioso Benjamin Heath (1704-1766) e foi educado no King's College, Cambridge. O seu irmão mais velho, Benjamin, era diretor da Harrow School.
Ele foi nomeado:
- Diretor do Eton College, 1792-1802
- Reitor de Monges Risborough
- Vigário de Sturminster Marshall, Dorset
- Vigário de Piddletown
- Vigário de East Beachworth, 1805-1814
- Membro da Royal Society, 1795-1822[3]

Ele foi nomeado para a quarta bancada na Capela de São Jorge, Castelo de Windsor em 1800, e manteve a posição até 1822.